# Karlstads stad
Karlstads stad var en stad och kommun i Värmlands län. 

## Administrativ historik
Karlstad fick sina stadsrättigheter den 5 mars 1584 av hertig Karl, som samtidigt fråntog stadsrättigheterna givna bara två år tidigare till Broo stad (nuvarande Kristinehamn). 
Staden blev en egen kommun, enligt Förordning om kommunalstyrelse i stad (SFS 1862:14) från och med den 1 januari 1863, då Sveriges kommunsystem infördes. 1934 inkorporerades Karlstads landskommun och 1967 Östra Fågelviks landskommun. 1971 gick staden upp i den då nybildade Karlstads kommun.
Staden hade egen jurisdiktion, rådhusrätt som 1971 uppgick i Karlstads tingsrätt.
Karlstads stadsförsamling uppgick 1934 med Karlstads landsförsamling till Karlstads församling som 1962 bytte namn till Karlstads domkyrkoförsamling. Norrstrands församling utbröts samma år.

### Sockenkod
För registrerade fornfynd med mera så återfinns staden inom ett område definierat av sockenkod 2153 som motsvarar den omfattning staden hade kring 1950 som då också omfattade Karlstads socken.

## Stadsvapnet
Blasonering: I fält av silver den högra hälften av en blå örn med röd beväring mellan två höga, med spetsiga huvar försedda röda torn.
Vapnet går tillbaka på ett sigill i privilegiebrevet för Karlstads stad från 1584. Vapnet fastställdes av Kungl Maj:t 1949 och registrerades i Patent- och registreringsverket 1974.

## Geografi

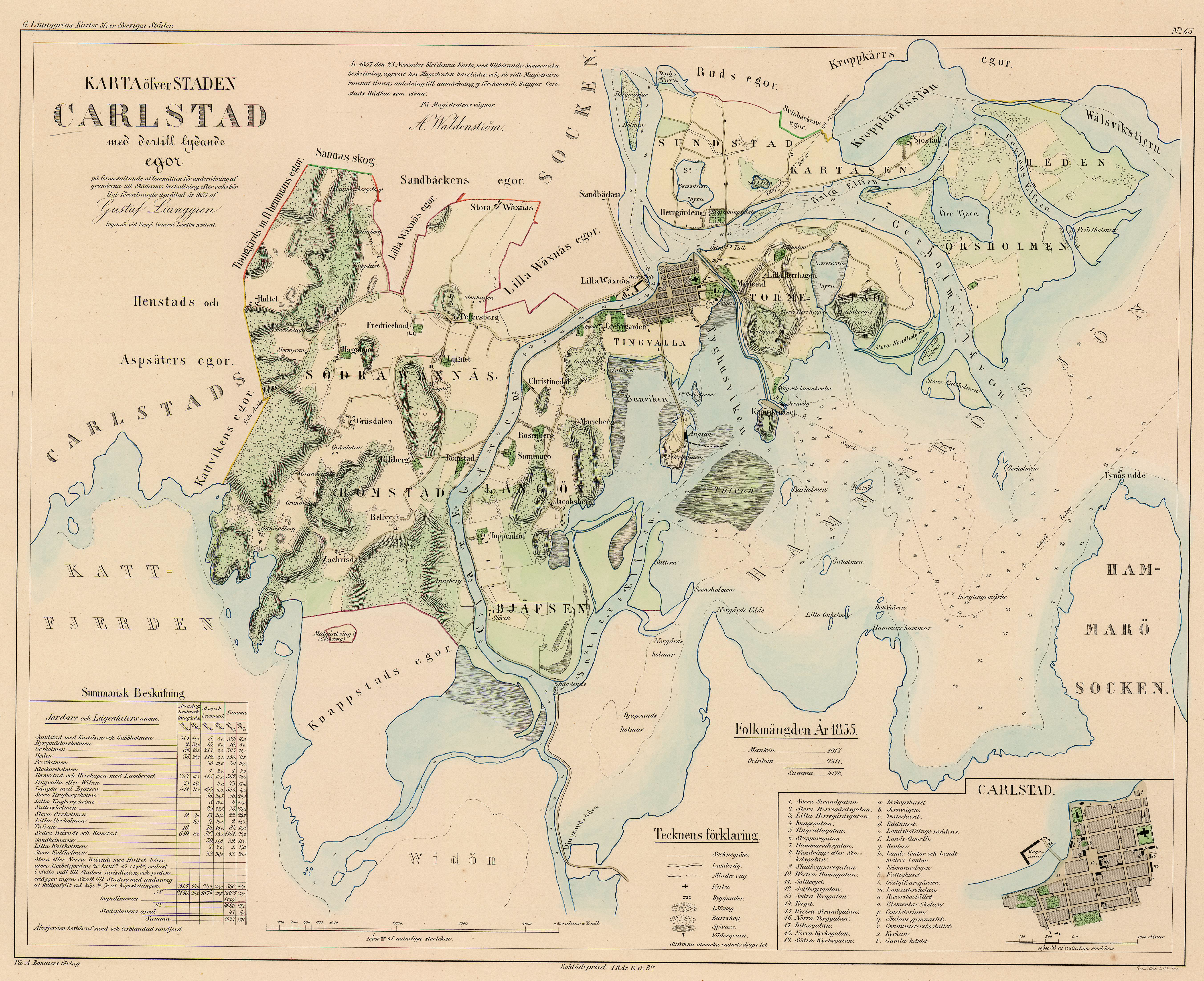
Karta över Karlstad från 1850-talet av Erik Gustaf Ljunggren.

Karlstads stad omfattade den 1 januari 1952 en areal av 77,75 km², varav 74,74 km² land.

### Tätorter i staden 1960
I Karlstads stad fanns tätorten Karlstad, som hade 42 488 invånare den 1 november 1960. Tätortsgraden i staden var då 99,0 procent.

## Politik

### Mandatfördelning i Karlstad stad, valen 1919–1966
| 14 | 4 | 8 | 10 |

| 30 | 6 |

| 13 | 5 | 8 | 10 |

| 32 |

| 16 | 2 | 8 | 10 |

| 35 |

| 17 | 5 | 2 | 12 |

| 34 |

| 17 | 5 | 2 | 12 |

| 35 |

| 19 |  | 6 | 10 |

| 34 |

| 18 | 7 | 4 | 7 |

| 34 |

| 2 | 16 | 7 | 4 | 7 |

| 32 |

| 5 | 19 | 4 | 8 | 9 |

| 38 | 7 |

|  | 23 | 13 | 8 |

| 37 | 8 |

| 2 | 21 | 12 | 10 |

| 37 | 8 |

|  | 23 | 8 | 13 |

| 35 | 10 |

|  | 22 | 3 | 2 | 8 | 9 |

| 36 | 9 |

| 2 | 20 | 3 | 9 | 11 |

| 36 | 9 |